# PRO4
PRO4 war ein ungarischer TV-Sender, der am 3. Januar 2011 auf Sendung ging. Neben PRO4 betrieb die ProSiebenSat.1 Media AG in Ungarn bis Dezember 2013 noch die Sender TV2, FEM3 und Super TV2. Offiziell wechselte der Eigentümer durch ein Management Buyout. Der ehemalige CEO von TV2 (Ungarn) Zsolt Simon und seine Finanzchefin übernahmen die gesamte ungarische Senderkette, sowie die rumänischen Sender von ProSiebenSat.1.
Das Programmangebot des Senders war auf ein männliches Publikum im Alter zwischen 18 und 49 (Kernzielgruppe 25 bis 34 Jahre) ausgerichtet und umfasste hauptsächlich Serien und Filme.